# Lou Wagner

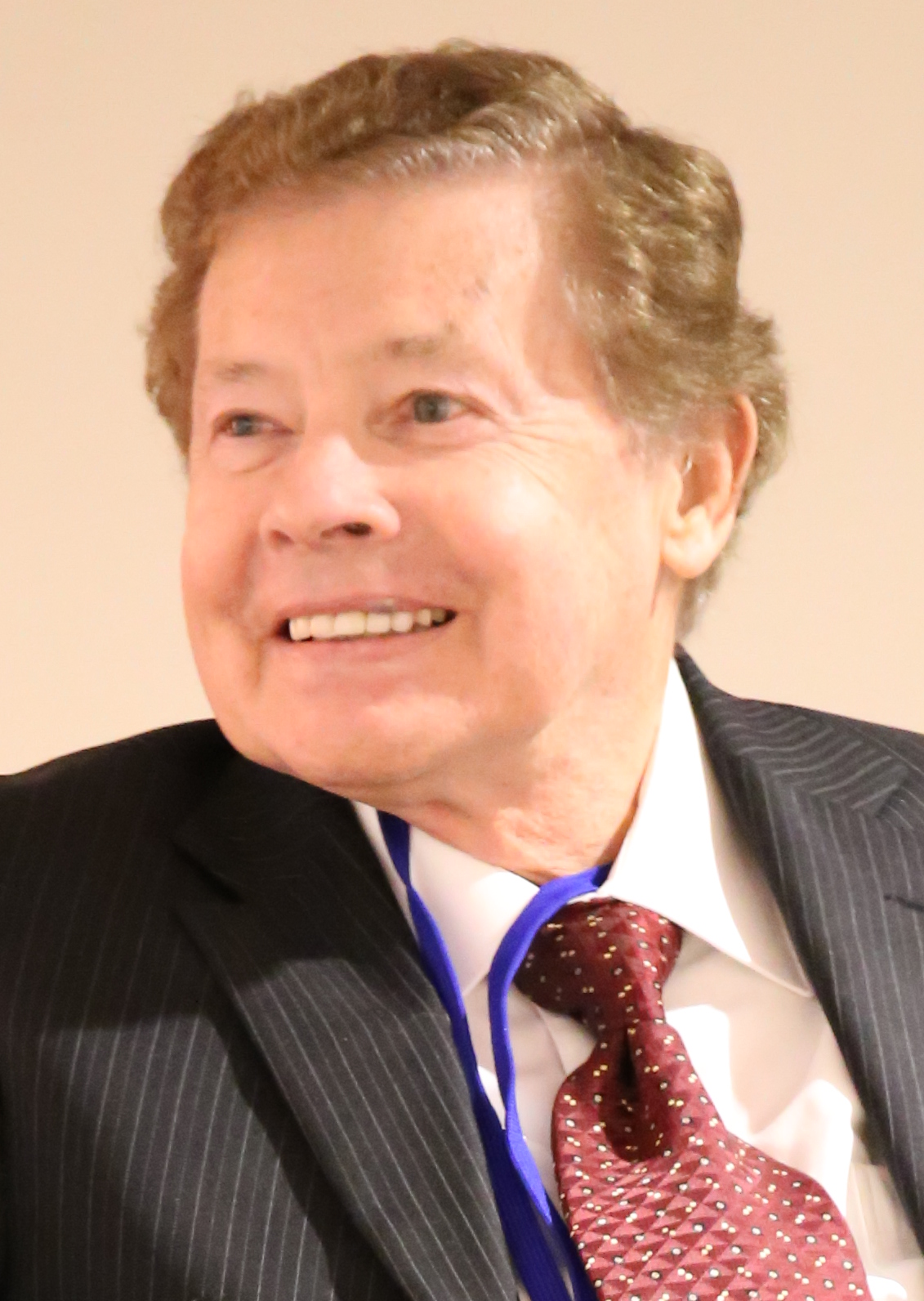
Lou Wagner (2015)

Lou Wagner (* 14. August 1940 in San José, Kalifornien) ist ein US-amerikanischer Schauspieler.

## Leben
Lou Wagner wurde 1948 in San José, im US-Bundesstaat Kalifornien geboren.
Seinen ersten Auftritt absolvierte Wagner 1966 in einer Folge der Fernsehserie The Jean Arthur Show. 1968 folgte sein Spielfilmdebüt in dem Film Planet der Affen. 1968 bis 1969 erhielt er in der Fernsehserie Polizeibericht erstmals eine wiederkehrende Rolle. 1978 bis 1983 war Wagner in der Fernsehserie CHiPs zu sehen. Sein Schaffen für Film und Fernsehen umfasst rund 70 Produktionen.
Neben Linda Harrison ist er der einzige Hauptdarsteller von Planet der Affen, der noch lebt.

## Filmografie
- 1966: The Jean Arthur Show (Fernsehserie, Folge 1x01)
- 1967: Verschollen zwischen fremden Welten (Lost in Space, Fernsehserie, Folge 3x07)
- 1967: Wettlauf mit dem Tod (Run for Your Life, Fernsehserie, Folge 3x08)
- 1968: Planet der Affen (Planet of the Apes)
- 1968: Mayberry R.F.D. (Fernsehserie, Folge 1x03)
- 1968–1969: Polizeibericht (Dragnet 1967, Fernsehserie, 4 Folgen)
- 1969: Hello Down There
- 1970: Airport
- 1970: Pufnstuf
- 1971: Die Leute von der Shiloh Ranch (The Virginian, Fernsehserie, Folge 9x14)
- 1971: Alias Smith und Jones (Alias Smith and Jones, Fernsehserie, Folge 1x08)
- 1972: Sheriff ohne Colt und Tadel (Nichols, Fernsehserie, Folge 1x21)
- 1972: Eroberung vom Planet der Affen (Conquest of the Planet of the Apes)
- 1972: Ein Koffer für das Syndikat (Goodnight, My Love, Fernsehfilm)
- 1973: Owen Marshall – Strafverteidiger (Owen Marshall: Counselor at Law, Fernsehserie, Folge 2x15)
- 1973: McMillan & Wife (Fernsehserie, Folge 2x07)
- 1973: Chase (Fernsehserie, Folge 1x01)
- 1974: Columbo (Fernsehserie, Folge 3x06 Columbo: Teuflische Intelligenz)
- 1974: Happy Days (Fernsehserie, Folge 2x09 Das grosse Geld)
- 1975: Matt Helm – Im Dschungel der Großstadt (Matt Helm, Fernsehserie, Folge 1x02)
- 1975: Begegnung aus dem Nichts (The UFO Incident, Fernsehfilm)
- 1976: Die Zwei mit dem Dreh (Switch, Fernsehserie, Folge 2x11)
- 1976–1988: McDonaldland (Webserie, 3 Folgen)
- 1978: Tödliche Spiegel (Mirrors)
- 1978–1983: CHiPs (Fernsehserie, 78 Folgen)
- 1979: Quincy (Quincy, M.E., Fernsehserie, Folge 5x02)
- 1980: Der Abstauber (The Baltimore Bullet)
- 1980: Im Sommercamp ist die Hölle los (Gorp)
- 1984: The Rousters (Fernsehserie, Folge 1x11)
- 1986: Die Fälle des Harry Fox (Crazy like a Fox, Fernsehserie, Folge 2x22)
- 1989: Hunter (Fernsehserie, Folge 5x16)
- 1992: Golden Girls (The Golden Girls, Fernsehserie, Folge 7x21 Freundinnen in der Not – Teil 1)
- 1992: Raumschiff Enterprise – Das nächste Jahrhundert (Star Trek: The Next Generation, Fernsehserie, Folge 6x10 Geheime Mission auf Celtris Drei, Teil I)
- 1993: Star Trek: Deep Space Nine (Fernsehserie, Folge 1x11 Die Nachfolge)
- 1993: L.A. Law – Staranwälte, Tricks, Prozesse (L.A. Law, Fernsehserie, Folge 7x17 Briefmarken und andere Schweinereien)
- 1994: So trieben es die wilden Cowboys (Sodbusters, Fernsehfilm)
- 1994: Mit Herz und Scherz (Coach, Fernsehserie, Folge 7x03 Sieg des Verlierers)
- 1994: In This Corner
- 1995: A Whole New Ballgame (Fernsehserie, Folge 1x01)
- 1996: Galgameth – Das Ungeheuer des Prinzen (The Adventures of Galgameth)
- 1996: Night Stand (Night Stand with Dick Dietrick, Fernsehserie, Folge 2x15)
- 1997: Sunsplit
- 1999: Providence (Fernsehserie, Folge 2x01)
- 1999: Starry Night
- 2000–2006: Yes, Dear (Fernsehserie, 3 Folgen)
- 2001: James Dean (Fernsehfilm)
- 2003: Girlfriends (Fernsehserie, 2 Folgen)
- 2005: Chopping Block
- 2006: My Name Is Earl (Fernsehserie, Folge 1x13 In der Höhle der Wurst)
- 2008: Harold
- 2010: Funny or Die Presents... (Funny or Die Presents…, Fernsehserie, 3 Folgen)
- 2010–2014: Raising Hope (Fernsehserie, 8 Folgen)
- 2013: Super Clyde (Fernsehfilm)
- 2013–2014: The Millers (Fernsehserie, 3 Folgen)
- 2015–2023: Mansion of Mystery (Fernsehserie, 5 Folgen)
- 2016: Honey Jar: Chase for the Gold
- 2017: Chicanery
- 2017: Atwill at Large (Fernsehserie, 2 Folgen)
- 2017: The Guest Book (Fernsehserie, Folge 1x05)
- 2018: Clyde Cooper
- 2019, 2023: Captain Isotope & the Enemy of Space (Fernsehserie, 2 Folgen)
- 2021: Barking Mad
- 2022: Doula
- 2023: Deadly Draw